# Eunidia quadricincta
Eunidia quadricincta är en skalbaggsart som beskrevs av Aurivillius 1911. Eunidia quadricincta ingår i släktet Eunidia och familjen långhorningar.
Artens utbredningsområde är Kenya. Inga underarter finns listade i Catalogue of Life.